# Bhavantarana
Pour plus de détails, voir Fiche technique et Distribution.
Bhavantarana est un film documentaire indien réalisé par Kumar Shahani, sorti en 1991. 
Le film traite de l'Odissi qui est une danse classique indienne originaire de l'État d'Odisha. Il s'intéresse en particulier du gourou Kelucharan Mohapatraqui est à l'origine de son renouveau.

## Fiche technique
- Titre français : Bhavantarana
- Réalisation : Kumar Shahani
- Scénario : Kumar Shahani et Farida Mehta
- Musique : Vanraj Bhatia
- Pays d'origine : Inde
- Format : Couleurs - 35 mm
- Genre : Film documentaire
- Durée : 63 minutes
- Date de sortie : 1991

## Distribution
- Kelucharan Mohapatra :
- Sanjukta Panigrahi :